# آن باتريس ماكدونو
آن باتريس ماكدونو (بالإنجليزية: Ann Patrice McDonough)‏ هي متزلجة فنية أمريكية، ولدت في 29 مايو 1985 في اوسان في كوريا الجنوبية.

## وصلات خارجية
- آن باتريس ماكدونو على موقع الاتحاد الدولي للتزلج (الإنجليزية)